# Halde Wehofen-Ost

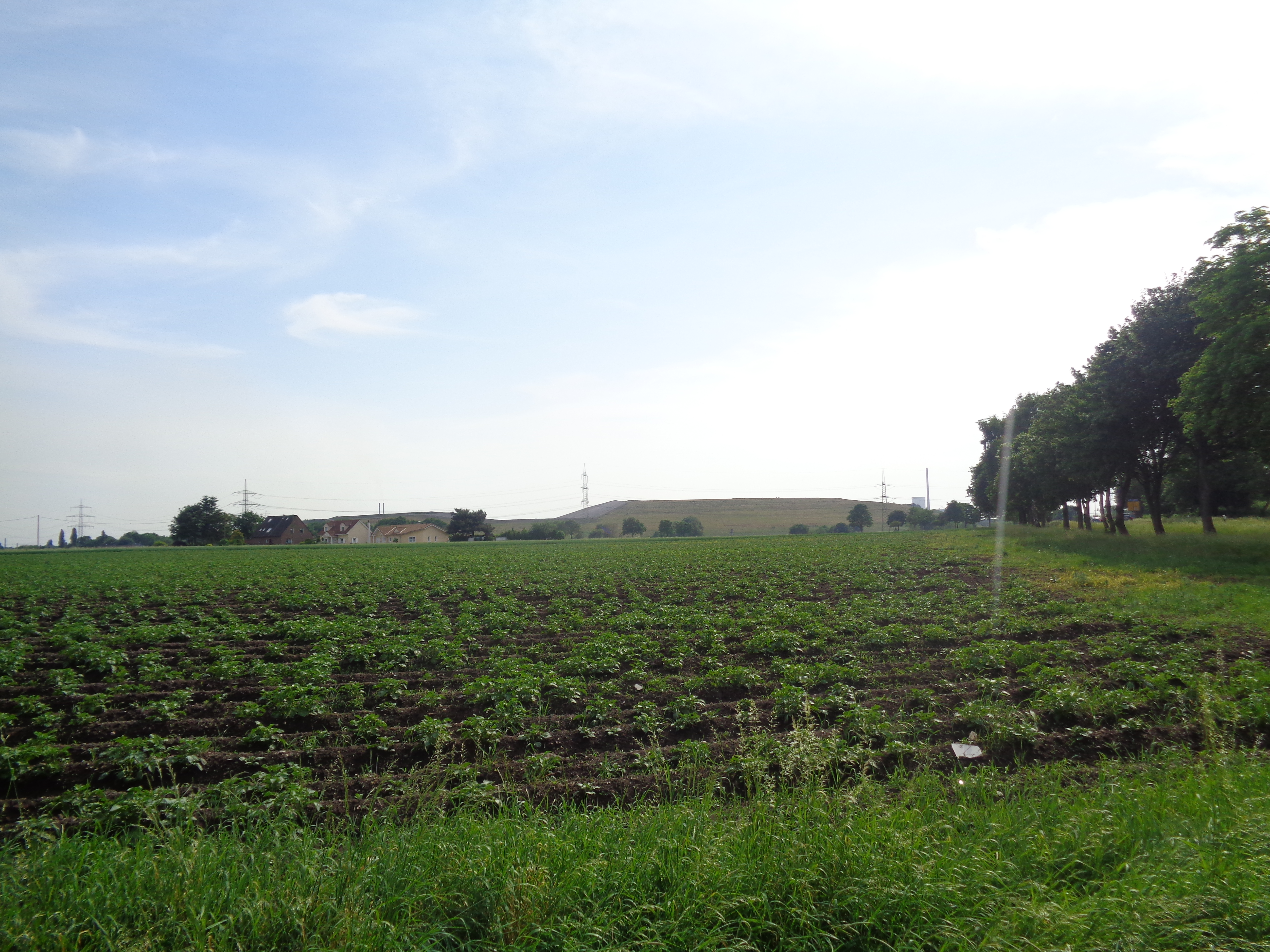
Halde Wehofen, Blick von der Brinkstraße Richtung Westen mit den Schornsteinen des Stahlwerks Schwelgern links und mit dem Schornstein und Kühlturm des Kraftwerks Walsum rechts im Hintergrund

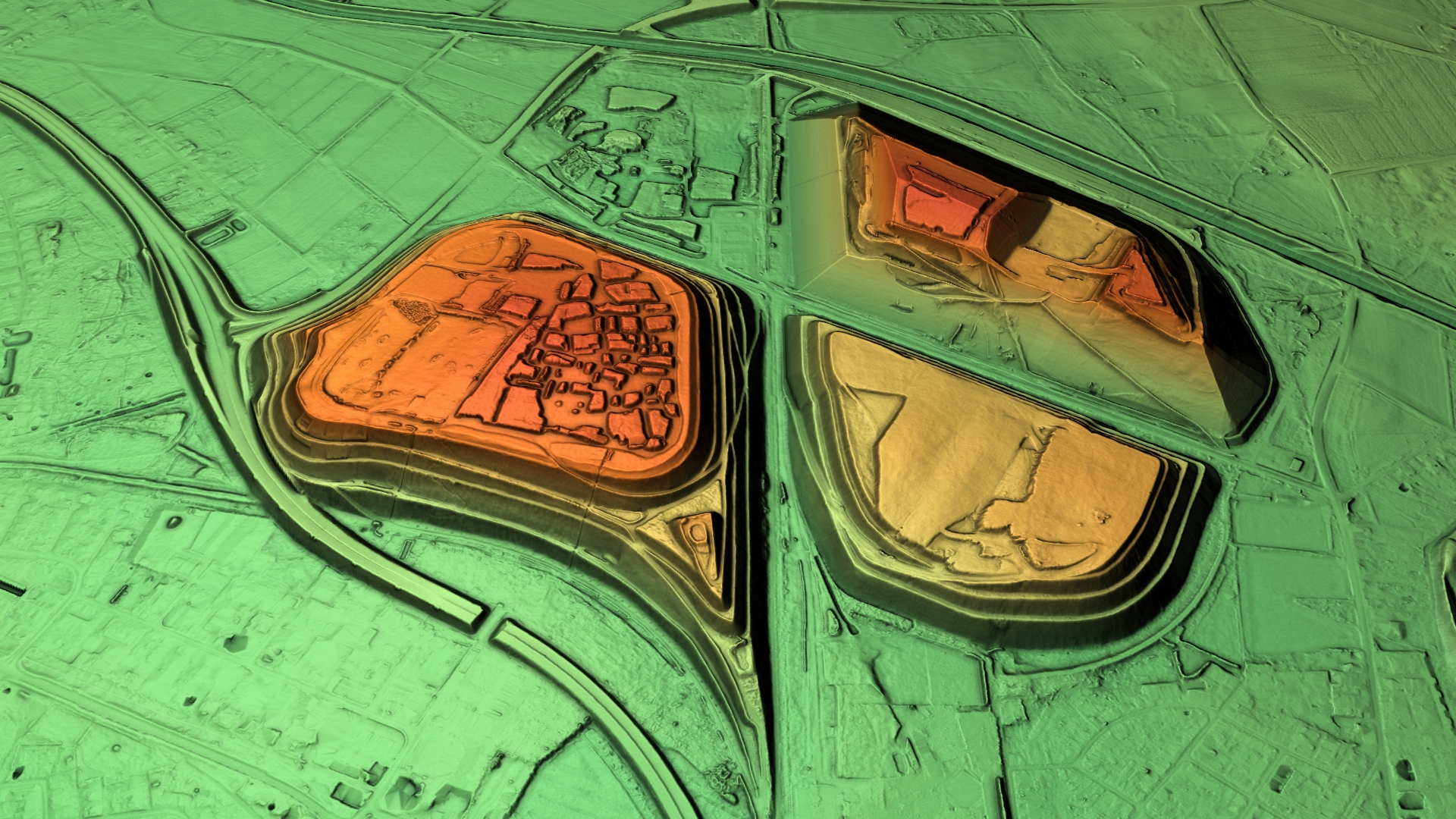
3D-Ansicht des digitalen Geländemodells

Die Halde von Wehofen ist eine Werksdeponie des Duisburger Stahlherstellers ThyssenKrupp zwischen dem Duisburger Ortsteil Wehofen und Dinslaken. Sie wird vorwiegend zur Ablage von Schlacken, feuerfesten Steinen, Bodenaushub, Straßenkehricht und Bauschutt genutzt. Im Volksmund wird sie auch Monte Schlacko genannt.
Funkamateure nutzen die exponierte Lage der Halde für Fieldday-Wettbewerbe auf Kurzwelle und Ultrakurzwelle.

## Lage
Das Deponiegelände ist in vier Flächen mit Haldenkomplexen aufgegliedert. Es liegt auf Dinslakener Stadtgebiet und grenzt südlich an Duisburg (Walsum-Wehofen) und nördlich an die Emscher.
Das Gelände wird nach Westen von Bundesautobahn 59 und Bundesstraße 8, nach Norden von der Emscher und nach Osten von der Kreisstraße 8 begrenzt. Es wird derzeit von der Trasse der ehemaligen Zechenbahn Lohberg  der Zeche Lohberg in nordsüdlicher Richtung und von der Leitstraße, die die Bundesstraße 8 in Dinslaken-Averbruch mit der Kreisstraße 8 verbindet, in westöstlicher Richtung durchschnitten. 2015 soll die Deponie im Bereich Wehofen-Nord um einen dritten Bauabschnitt unter Zuschüttung der ehemaligen Bahntrasse erweitert werden. Falls die Bahntrasse reaktiviert wird, baut ThyssenKrupp Steel Europe einen Tunnel durch die Deponie.

## Geschichte
Die Aufschüttung der Halde begann 1935. Im Zweiten Weltkrieg war durch Abwurf von Brandbomben ein großer Teil der Halde Wehofen-West in Brand geraten.
Den Hüttenwerken reichte der vorhandene Platz zu Beginn der 1950er Jahre nicht mehr aus. Ende 1950 wurde ein Antrag gestellt, das Gelände Wehofen-Ost für die Aufschüttung einer weiteren Halde zu nutzen. Am 20. August 1953 erteilte das Bergamt Duisburg die Genehmigung mit der Einschränkung, dass eine Erweiterung der Haldenfläche nach Norden über die Leitstraße hinaus nicht vorgenommen werden darf.
Im Gemeinde-Aufbaugesetz NW vom 13. Juni 1950 wurde erstmals den Gemeinden das Recht auf Bauleitpläne gegeben. Dinslaken erstellte einen solchen Leitplan und wies das Gelände als Industriefläche aus. Am 7. Juli 1953, nach Einsprüchen von der Gelsenkirchener Bergwerks-AG, beschloss der Rat der Stadt Dinslaken, Einspruch beim Verbandsausschuss des Ruhrsiedlungsverbandes einzulegen, mit dem Ziel, eine Reduzierung der Flächen zu erreichen. Der Rat wies zudem darauf hin, dass die Stadt Dinslaken schon durch die Verlegung der Emscher Land opfern musste und zudem die Halde Wehofen vornehmlich der Lagerung von Abraum aus Zechen diene, die in anderen Gemeinden liegen.
1976 überarbeitete der Ruhrsiedlungsverband die Vorgaben und stellte unter anderem fest,
dass die bisherigen Ausweisungen als Industriegebiet entfallen und die Haldenbereiche als Grünflächen erscheinen.
Mit dem Flächennutzungsplan vom 20. Februar 1980 wurde der 1953 aufgestellte Bauleitplan ersetzt.
Die Halden waren dem Berggesetz unterworfen, mit der Folge, dass die Beteiligung kommunaler Instanzen nicht erforderlich war. Die Bergbehörde war Entscheidungsträgerin. Das gehörte zu den rechtlichen Besonderheiten. Dies änderte sich erst mit der Neufassung des Bundesberggesetzes und des Abfallgesetzes von 1988, wo somit für die Halden Wehofen zwei Verfahrensgrundsätze zur Geltung gebracht wurden: für die Bergbauabfälle das Bergbaugesetz und für die Hüttenabfälle das Abfallentsorgungsgesetz.
1973 beantragte die August-Thyssen-Hütte beim Regierungspräsidenten Düsseldorfs ein Planfeststellungsverfahren für Wehofen-Nord, um dort auf der Fläche eine Halde mit einer Höhe von 45 Metern zu errichten. Dieser Antrag wurde 1978 mit einer Darstellungsart der Abfallarten ergänzt. Forderungen seitens des Dinslakener Stadtrates von 1979 bezüglich eines Anlieferungsverbotes des Schüttgutes über Dinslakener Straßen sowie Vertragsvorschläge über Rekultivierungen, Freizeit-Einrichtungen und vieles andere wurden im Planfeststellungsbeschluss vom 11. November 1980 vom Regierungspräsidenten abgelehnt.
In den Jahren von 1978 bis 1986 nutzte die Stadt Dinslaken das Gelände westlich der Zechenbahn und nördlich der Leitstraße als Deponie.
Der Deponiestandort soll um den Abschnitt an der Nordseite erweitert werden. Die Erweiterung trägt die Bezeichnung Wehofen-Nord, dritter Bauabschnitt. Ein Antrag auf Planfeststellung für den dritten Bauabschnitt wurde im Sommer 2012 eingereicht.